# Agrostis avenoides
Agrostis avenoides é uma espécie de gramínea do gênero Agrostis, pertencente à família Poaceae.